# Ilan Ben-Dov

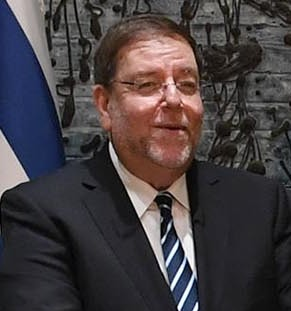
Ilan Ben-Dov 2018.

Ilan Ben-Dov, född 1959 i Tel Aviv, är en israelisk diplomat. 
Mellan  2017 och 2021 var han Israels ambassadör i Sverige.

## Biografi
Ben-Dov erhöll Rothschild-stipendiet och avlade kandidatexamen i statsvetenskap, sociologi och antropologi vid Bar-Ilan-universitetet. Han avlade sedan masterexamen i internationella relationer vid Hebreiska Universitetet i Jerusalem.
Ben-Dov är gift och har tre barn. Han talar hebreiska, engelska och tyska flytande.

## Karriär
Efter tre års tjänstgöring vid den israeliska försvarsmakten IDF och ett år som politisk assistent i Knesset under sina studier inledde Ben-Dov år 1986 sin karriär som diplomat. Åren 1990–1995 ansvarade Ben-Dov för offentlig diplomati vid Israels ambassad i Tyskland. I denna egenskap var han en av de första israeliska företrädarna som inledde nya kontakter med östra Tyskland ett par månader efter Tysklands återförening. 
Vid Israels ambassad i Wien i Österrike började Ben-Dov som biträdande beskickningschef (deputy head of mission) och var därefter chargé d’affaires. År 2000, efter att Israel återkallat sin ambassadör från Wien, var Ben-Dov chargé d’affaires i nästan två år. Mellan 2005 och 2009 tjänstgjorde Ben-Dov som Israels ambassadör i Singapore, där han framförallt arbetade med att öka samarbetet på områden som gällde israelisk högteknologi, innovation, forskning och utveckling.
Ben-Dov har haft flera olika befattningar vid Israels utrikesdepartement i Jerusalem, senast som chef vid avdelningen för Centraleuropa.